# Anfield (barrio)
Anfield es un suburbio de Liverpool, Inglaterra, en el distrito del Consejo Municipal de Liverpool llamado Anfield. Históricamente en Lancashire, forma parte de la circunscripción parlamentaria de Liverpool Walton. La población de este distrito de Liverpool, en el momento del censo de 2011, era de 14 510 habitantes. En este barrio tiene su sede el club de fútbol Liverpool F.C. desde su fundación en 1892. El estadio local del club, el Anfield, ha estado ubicado allí desde su fundación en 1884. A partir de septiembre de 2019, se clasifica como el décimo distrito más empobrecido del Reino Unido.

## Desarrollo
En 1836, Walton perdió su independencia y pasó a formar parte del Consejo Municipal de Liverpool. El mapa de la Ordnance Survey de 1851 muestra una casa aquí, llamada Anfield House (entonces descrita como Annfield House), alrededor de la cual se desarrolló el suburbio.
A partir de 1863, el Ayuntamiento desarrolló el Cementerio Priory Road de 120 acres (49 hectáreas), al que más tarde se le añadió un crematorio.

## Transporte
Anfield no cuenta con servicio de tren de pasajeros, a pesar de que la línea Canada Dock Branch atraviesa la zona. Anteriormente, la zona solía ser comunicada a través de las estaciones de tren de Breck Road y de Walton & Anfield hasta que fueron cerradas en 1948. En diciembre de 2019 se anunció que el Ayuntamiento de Liverpool había encargado un estudio de viabilidad para evaluar la posibilidad de reabrir la línea Canada Dock Branch al tráfico de pasajeros.

## Edificios destacados
En Anfield se ubica el estadio Anfield del Liverpool F.C.
La oficina del diputado Dan Carden está ubicada en Priory Road.

## Residentes destacados
La banda de Whitney, una conocida familia criminal que se dedicaba al tráfico de drogas, vivía en Anfield. El comediante Alexei Sayle, la actriz Alison Steadman y el escritor Chris Shepherd crecieron todos en Anfield.